# Sonic Death
Sonic Death je živé album skupiny Sonic Youth, vydané v roce 1984. Obsahuje živé skladby nahrané mezi lety 1981-1983. Album bylo vydáno nejdřív na kazetě pod vydavatelstvím Ecstatic Peace! Thurstona Moorea, až později album vyšlo i v CD formátu.
Verze alba na kazetě neobsahuje seznam skladeb a pro špatnou kvalitu jsou často těžko rozpoznatelné, což do jisté míry platí i o CD verzi.